# Шверштедт (Веймар)
Шверштедт (нем. Schwerstedt) — община в Германии, в земле Тюрингия.
Входит в состав района Веймар. Подчиняется управлению Берльштедт. Население составляет 347 человек (на 31 декабря 2010 года). Занимает площадь 6,80 км².
Община подразделяется на 9 сельских округов.